# Nithiazine
La nithiazine est un insecticide néonicotinoïde principalement utilisé contre les mouches domestiques dans les étables et les batteries d'élevage pour volailles. C'est un agoniste des récepteurs nicotiniques de l'acétylcholine.